# 루마니아 의회

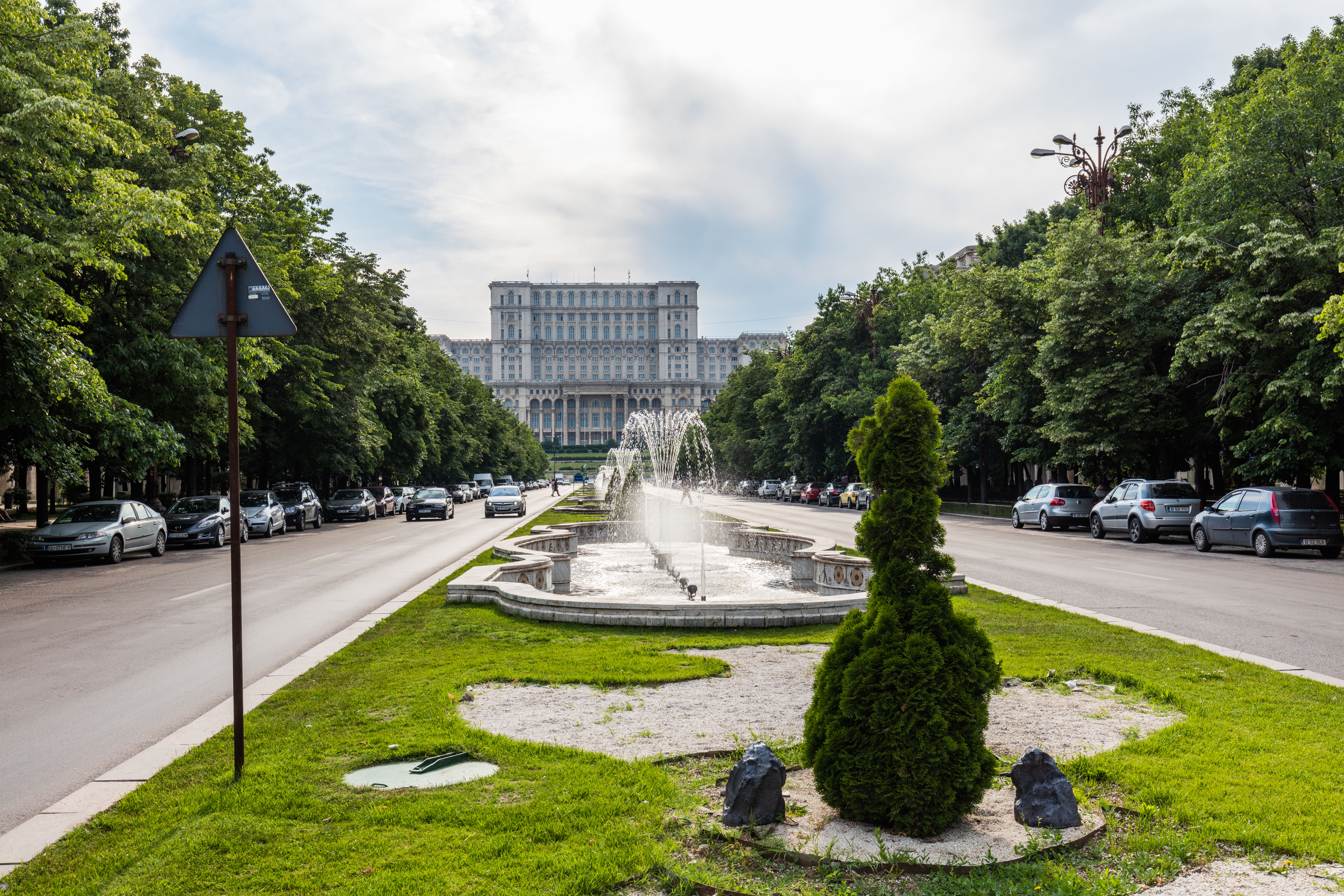

루마니아 의회(루마니아어: Parlamentul României)는 루마니아의 양원제 입법부이다. 상원인 원로원과 하원인 대의원으로 이루어져 있다.